# Jacinto Villalba
Jacinto Villalba (19 de setembro 1914 - 1 de maio de 2002) foi um futebolista paraguaio. Ele competiu na Copa do Mundo FIFA de 1930, sediada no Uruguai, na qual a seleção de seu país terminou na nona colocação dentre os treze participantes.